# Крозе ле Гран
Крозе ле Гран (фр. Crosey-le-Grand) насеље је и општина у источној Француској у региону Франш-Конте, у департману Ду која припада префектури Монбелијар.
По подацима из 2011. године у општини је живело 177 становника, а густина насељености је износила 17,22 становника/km². Општина се простире на површини од 10,28 km². Налази се на средњој надморској висини од 550 метара (максималној 687 m, а минималној 439 m).

## Демографија
| 1962. | 1968. | 1975. | 1982. | 1990. | 1999. | 2011. |
| ----- | ----- | ----- | ----- | ----- | ----- | ----- |
| 152   | 165   | 154   | 181   | 150   | 178   | 177   |

График промене броја становника у току последњих година